# Juan Soriano Oropesa
Juan Soriano, né le 23 août 1997 à Benacazón en Espagne, est un footballeur espagnol qui évolue au poste de gardien de but au CD Leganés.

## Biographie

### Débuts au Séville FC
Né à Benacazón, dans la province de Séville en Espagne, Juan Soriano passe par le centre de pré-formation du Betis Séville, avant de rejoindre en 2009 à l'âge de 12 ans, le club rival, le Séville FC.
En septembre 2015 il est intégré à l'équipe première par Unai Emery. Le 13 mai 2016 Juan Soriano prolonge son contrat avec son club formateur jusqu'en 2019. Il fait sa première apparition avec l'équipe première le 1er novembre 2018 face au CF Villanovense en coupe d'Espagne (0-0).

### Prêt successifs
Le 5 juillet 2019, Juan Soriano est prêté par le Séville FC au CD Leganés pour la saison 2019-2020. Le 25 août 2019, il joue son premier match sous les couleurs de Leganés, en étant titularisé en championnat lors d'une défaite face à l'Atlético Madrid (0-1).
Le 28 septembre 2020, il est prêté au Málaga CF pour une saison.

### CD Tenerife
Le 23 juin 2021, Juan Soriano s'engage avec le CD Tenerife pour un contrat courant jusqu'en juin 2024.

### Retour au CD Leganés
Le 2 juillet 2024 Juan Soriano fait son retour au CD Leganés, cette fois-ci de manière définitive. Il signe un contrat de trois ans, soit jusqu'en juin 2027,.

### En équipe nationale
Juan Soriano représente l'équipe d'Espagne des moins de 17 ans. Avec cette sélection il joue un total de quatre matchs, tous en 2014.
Le 27 mars 2018, Juan Soriano fête sa première sélection avec l'équipe d'Espagne espoirs, face à l'Estonie. Titulaire dans les cages de l'Espagne ce jour-là, son équipe s'impose sur le score de trois buts à un.